# Fontaine (Aube)
Pour les articles homonymes, voir Fontaine.
Fontaine est une commune française, située dans le département de l'Aube en région Grand Est.

## Géographie

### Localisation
| Bar-sur-Aube |           |       |
| Couvignon    | Fontaine  | Bayel |
|              | Baroville |       |

À 56 km de Troyes et 3 km de Bar-sur-Aube, Fontaine, commune du canton de Bar-sur-Aube est située sur la rive gauche de l’Aube au pied de la montagne. Elle est desservie par la RD 13 et s’étend sur 568 ha
La rivière le Cresson traverse la commune.

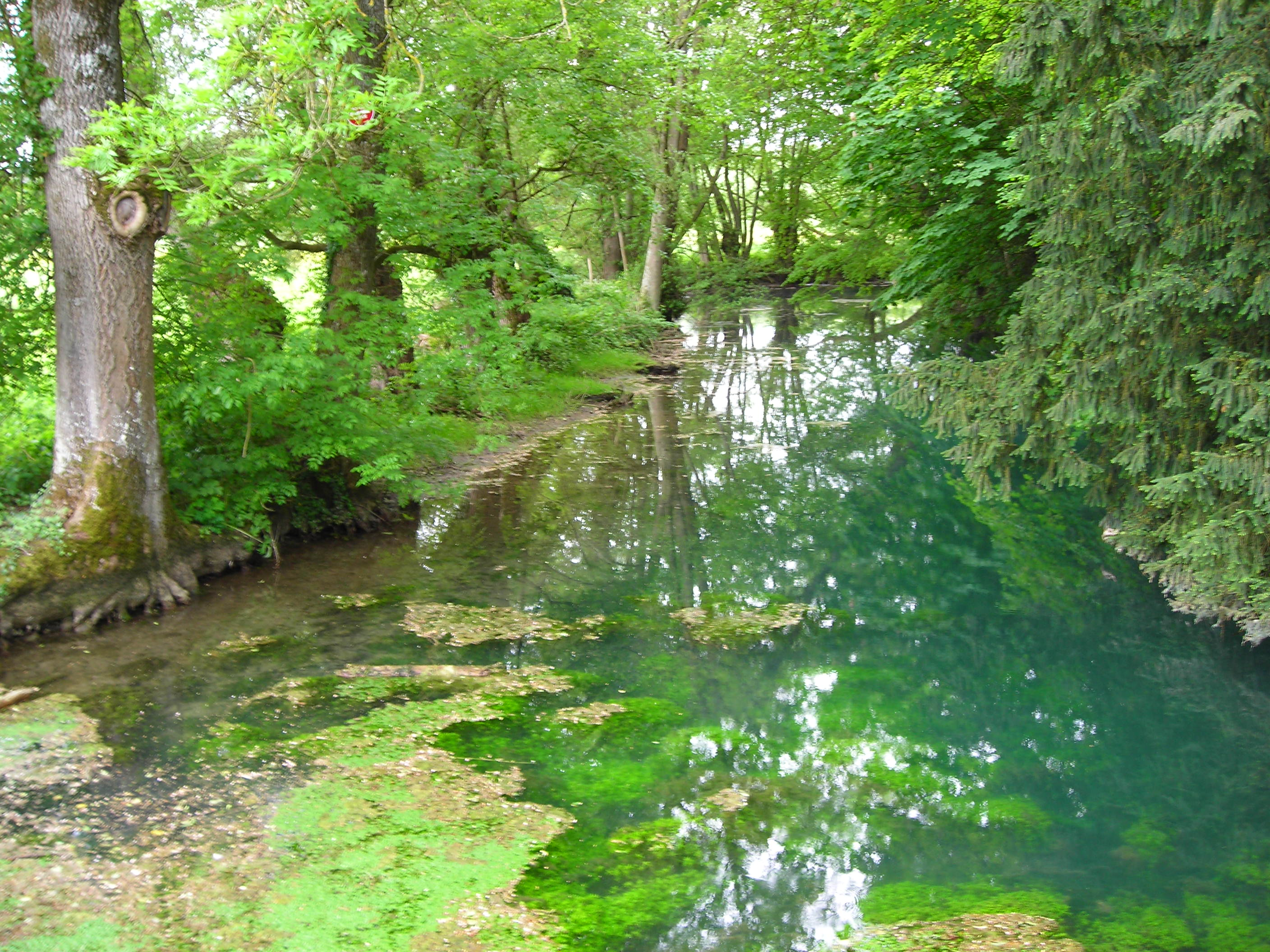
Le Cresson.

### Hydrographie
La commune est dans la région hydrographique « la Seine de sa source au confluent de l'Oise (exclu) » au sein du bassin Seine-Normandie. Elle est drainée par l'Aube et un bras de l'Aube,.
L'Aube, d'une longueur de 249 km, prend sa source dans la commune d'Auberive et se jette  dans la Seine à Marcilly-sur-Seine, après avoir traversé 82 communes.

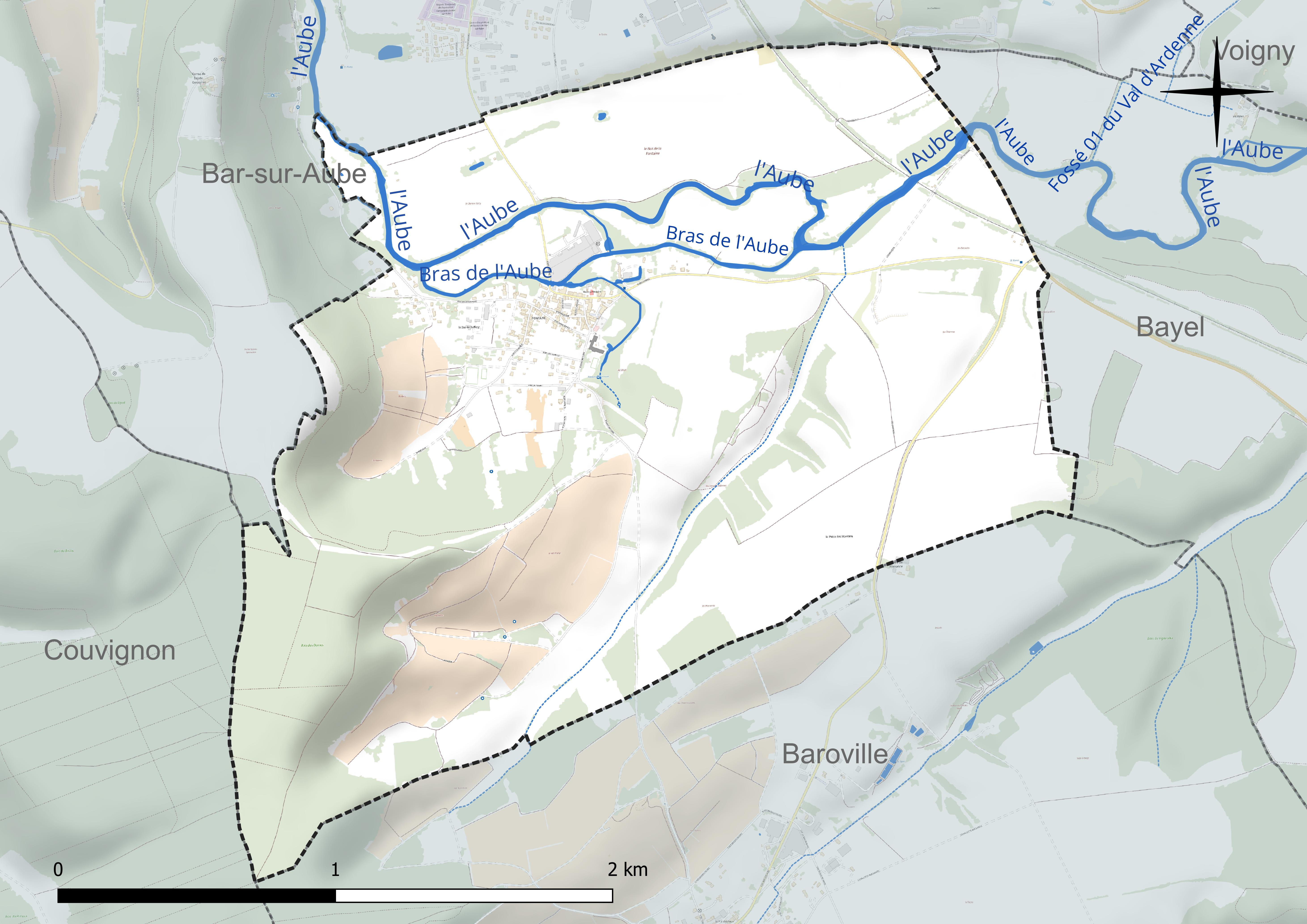
Réseau hydrographique de Fontaine.

### Climat
Pour des articles plus généraux, voir Climat du Grand Est et Climat de l'Aube.
En 2010, le climat de la commune est de type climat des marges montargnardes, selon une étude du Centre national de la recherche scientifique s'appuyant sur une série de données couvrant la période 1971-2000. En 2020, Météo-France publie une typologie des climats de la France métropolitaine dans laquelle la commune est exposée à un climat océanique altéré et est dans la région climatique Lorraine, plateau de Langres, Morvan, caractérisée par un hiver rude (1,5 °C), des vents modérés et des brouillards fréquents en automne et hiver.
Pour la période 1971-2000, la température annuelle moyenne est de 10,4 °C, avec une amplitude thermique annuelle de 15,8 °C. Le cumul annuel moyen de précipitations est de 879 mm, avec 12,8 jours de précipitations en janvier et 8,9 jours en juillet. Pour la période 1991-2020, la température moyenne annuelle observée sur la station météorologique de Météo-France la plus proche, « Ailleville_sapc », sur la commune d'Ailleville à 5 km à vol d'oiseau, est de 11,4 °C et le cumul annuel moyen de précipitations est de 833,5 mm. 
La température maximale relevée sur cette station est de 41,3 °C, atteinte le 25 juillet 2019 ; la température minimale est de −19,7 °C, atteinte le 20 décembre 2009,,.
Les paramètres climatiques de la commune ont été estimés pour le milieu du siècle (2041-2070) selon différents scénarios d'émission de gaz à effet de serre à partir des nouvelles projections climatiques de référence DRIAS-2020. Ils sont consultables sur un site dédié publié par Météo-France en novembre 2022.

## Urbanisme

### Typologie
Au 1er janvier 2024, Fontaine est catégorisée commune rurale à habitat dispersé, selon la nouvelle grille communale de densité à 7 niveaux définie par l'Insee en 2022.
Elle est située hors unité urbaine. Par ailleurs la commune fait partie de l'aire d'attraction de Bar-sur-Aube, dont elle est une commune de la couronne,. Cette aire, qui regroupe 43 communes, est catégorisée dans les aires de moins de 50 000 habitants,.

### Occupation des sols
L'occupation des sols de la commune, telle qu'elle ressort de la base de données européenne d’occupation biophysique des sols Corine Land Cover (CLC), est marquée par l'importance des territoires agricoles (75,9 % en 2018), en diminution par rapport à 1990 (81,6 %). La répartition détaillée en 2018 est la suivante : 
terres arables (51,8 %), forêts (17,8 %), cultures permanentes (15,3 %), zones urbanisées (6,3 %), zones agricoles hétérogènes (5,4 %), prairies (3,4 %). L'évolution de l’occupation des sols de la commune et de ses infrastructures peut être observée sur les différentes représentations cartographiques du territoire : la carte de Cassini (XVIIIe siècle), la carte d'état-major (1820-1866) et les cartes ou photos aériennes de l'IGN pour la période actuelle (1950 à aujourd'hui).

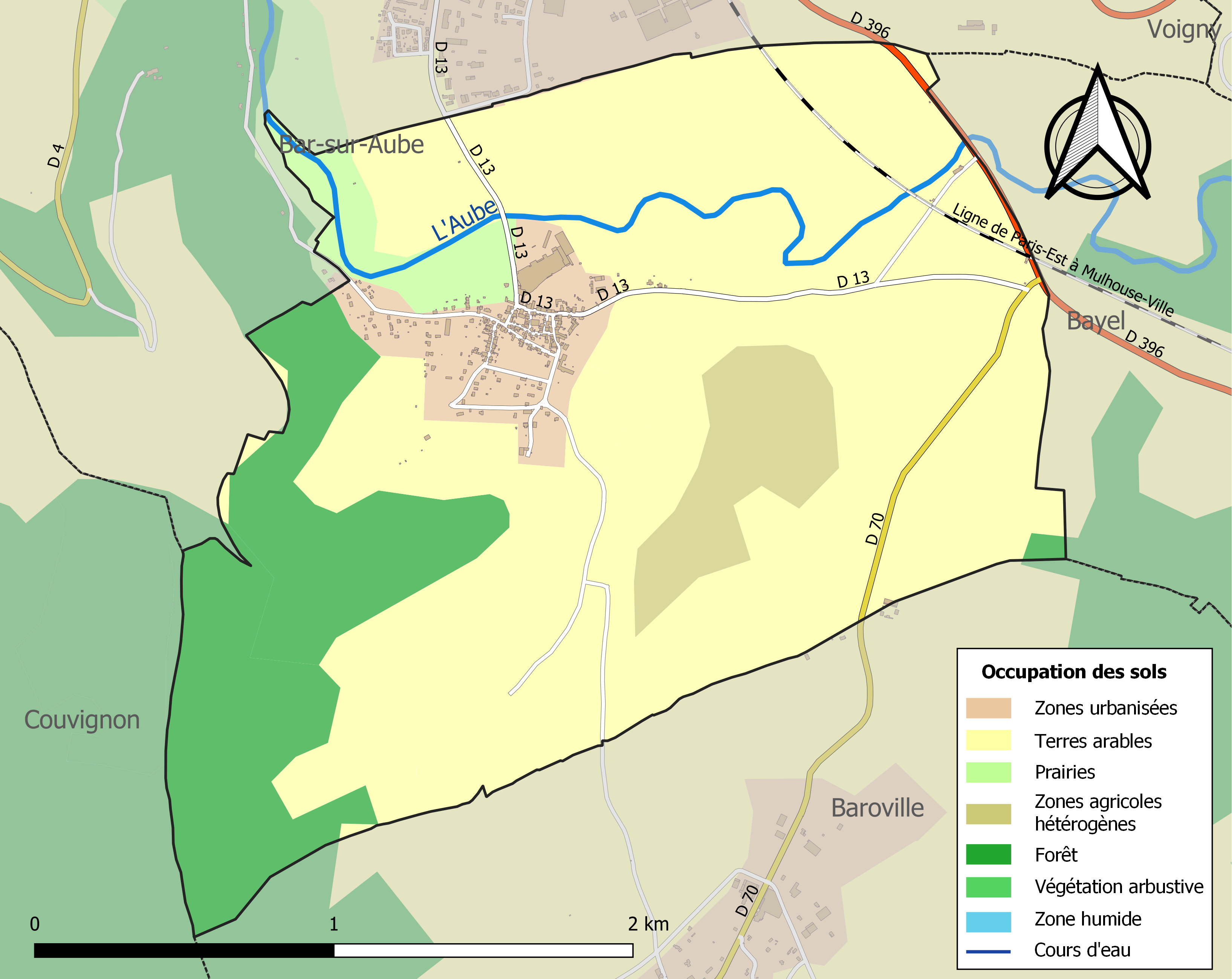
Carte des infrastructures et de l'occupation des sols de la commune en 2018 (CLC).

## Toponymie
Mentionné en 1100, l’origine du nom vient du latin Fontes. Sobriquet attribué autrefois aux habitants : les coqs ou les Chiens[réf. nécessaire].

## Politique et administration
| Période                                  | Période   | Identité                                      | Étiquette | Qualité     |
| ---------------------------------------- | --------- | --------------------------------------------- | --------- | ----------- |
| mars 1989                                | mars 2001 | Mario Bastaroli                               | /         | Enseignant  |
| mars 2001                                | mars 2014 | Patrice Farfelan                              | /         | Agriculteur |
| mars 2014                                | En cours  | Pascal Lemoine Réélu pour le mandat 2020-2026 | DVD       |             |
| Les données manquantes sont à compléter. |           |                                               |           |             |

## Démographie
L'évolution du nombre d'habitants est connue à travers les recensements de la population effectués dans la commune depuis 1793. Pour les communes de moins de 10 000 habitants, une enquête de recensement portant sur toute la population est réalisée tous les cinq ans, les populations de référence des années intermédiaires étant quant à elles estimées par interpolation ou extrapolation. Pour la commune, le premier recensement exhaustif entrant dans le cadre du nouveau dispositif a été réalisé en 2005.

En 2022, la commune comptait 247 habitants, en évolution de −4,63 % par rapport à 2016 (Aube : +0,7 %, France hors Mayotte : +2,11 %).
| 1793 | 1800 | 1806 | 1821 | 1831 | 1836 | 1841 | 1846 | 1851 |
| ---- | ---- | ---- | ---- | ---- | ---- | ---- | ---- | ---- |
| 304  | 313  | 325  | 287  | 425  | 421  | 418  | 400  | 391  |

| 1856 | 1861 | 1866 | 1872 | 1876 | 1881 | 1886 | 1891 | 1896 |
| ---- | ---- | ---- | ---- | ---- | ---- | ---- | ---- | ---- |
| 360  | 372  | 360  | 315  | 330  | 320  | 307  | 288  | 268  |

| 1901 | 1906 | 1911 | 1921 | 1926 | 1931 | 1936 | 1946 | 1954 |
| ---- | ---- | ---- | ---- | ---- | ---- | ---- | ---- | ---- |
| 296  | 266  | 232  | 270  | 276  | 257  | 290  | 276  | 283  |

| 1962 | 1968 | 1975 | 1982 | 1990 | 1999 | 2005 | 2006 | 2010 |
| ---- | ---- | ---- | ---- | ---- | ---- | ---- | ---- | ---- |
| 297  | 271  | 290  | 314  | 288  | 255  | 299  | 298  | 285  |

| 2015 | 2020 | 2022 | - | - | - | - | - | - |
| ---- | ---- | ---- | - | - | - | - | - | - |
| 260  | 250  | 247  | - | - | - | - | - | - |

## Économie
Fontaine compte 220 emplois dans la commune[réf. nécessaire] :
- Quatre exploitations agricoles et viticoles
- Un restaurant
- Un artisan: unité de bonification des bois
- Établissement PONS

## Culture locale et patrimoine

### Lieux et monuments
- Passage de l’ancienne voie romaine (Châlons - Langres)
- Site fossoyé de l’ancienne maison forte du XVIe siècle
- Promenades en forêt ou sur le site de 12 ha de pelouses sèches confiées par convention au conservatoire national du patrimoine Champenois. La flore et la faune sont préservées (Orchidées diverses, oiseaux, insectes), Visites pédagogiques organisées par le conservateur local
- Source du Cresson
- Pêche dans l’Aube
- Église, sous le vocable de la nativité de la sainte vierge, datant en grande partie du XVIe siècle.

### Héraldique
| Blason de Fontaine | Blason  | D'azur à la bande d'argent côtoyée de deux doubles cotices potencées et contre-potencées d'or, accompagnées en chef d'une grappe de raisin du même feuillée d'argent surmontée de deux fousseux [outil de vigneron] d'or, l'un en forme de pioche et l'autre redressé et en pointe d'une roue d'industrie du même, au comble d'argent chargée d'une jumelle ondée d'azur. |
| Blason de Fontaine | Détails | Le statut officiel du blason reste à déterminer. |